# T
A letra T (tê) é a vigésima letra do alfabeto latino. Em português lê-se Tê e o seu plural é Tês. No sistema numérico grego vale 300.

## História
| Língua fenícia | Língua etrusca | Grego |
| -------------- | -------------- | ----- |
|                |                |       |

É derivado da letra X do idioma semítico da língua fenícia e da letra Tαυ (Tau) do alfabeto grego.  Taw era a última letra da letra do alfabeto semítico e hebreu.
Na Fenícia, o tau servia para designar o t e para representar a assinatura de pessoas que não sabiam escrever. Quando foi adotado pelos gregos o tau foi ligeiramente alterado tornando-se bastante semelhante ao nosso T. Esta letra conservou sua forma praticamente sem alterações até os dias atuais.

## Significados do vocábulo T
- Pode ser usado no lugar de tonelada, tempo e temperatura.[1]

## Usos
T é a décima primeira letra mais usada no português, com uma frequência de 4.34%.

## Fonética e códigos
- No Unicode a maiúscula T é U+0054 e a minúscula t é U+0074[8]
- No ASCII o código para a T maiúscula é 84 e minúscula t é 116, ou no binário 01010100 e 01110100 respectivamente[9]
- O código no EBCDIC para o T maiúsculo é 227 e minúscula é 163[10]
- A referência de caracteres numerais no HTML e XML é "T" e "t" para nos casos de T maiúsculo e minúsculo respectivamente.
- Segundo o sinal de bandeiras marítimas, o T é representado com três colunas verticais com as cores vermelho, branca e azul respectivamente da esquerda para direita (semelhante com a bandeira da França.)

## Significados
- na bioquímica, símbolo de Timina.
- nos calendários anglófonos, T é a abreviação de Tuesday (em português "Terça-feira") ou Thursday ("Quinta-feira").
- na física, T é o símbolo da temperatura.
- no sistema SI, T, tera, significa 10¹².
- na economia, T é empregado usualmente para representar "taxação".
- em estatística, t é o nome de uma distribuição.
- em geometria, T ou {\displaystyle \perp } significam perpendicularidade.
- T (maiúsculo) é o símbolo de Tesla, unidade SI de densidade de fluxo magnético.
- t (minúsculo) é o símbolo de tonelada ou megagrama.